# Judas (Helloween)
Judas è un brano degli Helloween ed è loro il primo singolo che uscì in formato 45 giri. La canzone occupa il Lato A, mentre sul Lato B sono presenti i live di Ride the Sky e Guardians; entrambi i pezzi sono presenti in versione originale sul precedente LP Walls of Jericho.
La traccia è inclusa anche nelle ristampe del loro disco d'esordio e su alcune versioni di Keeper of the Seven Keys Part I come traccia fantasma.

## Tracce
Lato A
1. Judas – 4:39 (Hansen)

Lato B
1. Ride the Sky (live) – 7:17 (Hansen)
2. Guardians (live) – 4:29 (Weikath)

## Formazione
- Kai Hansen -  voce, chitarra solista
- Michael Weikath - chitarra ritmica
- Markus Großkopf - basso
- Ingo Schwichtenberg - batteria